# 馬克思·米勒
馬克思·米勒（英語：Marcus Miller，1959年6月14日—），全名小威廉·亨利·馬克思·米勒，美國爵士音樂家、作曲家、製作人和樂器演奏家。他是著名的貝斯手，和小號手邁爾士·戴維斯、歌手路德·范德魯斯、薩克斯風手大衛·山朋合作，也以精湛的獨奏為眾所稱道。米勒亦曾接受古典音樂薰陶、擔任單簧管手，另外也擅於演奏鍵盤樂器、薩克斯風和吉他。

## 外部連結
- 官方网站
- Marcus Miller在互联网电影资料库（IMDb）上的資料（英文）